# دانييل مانين

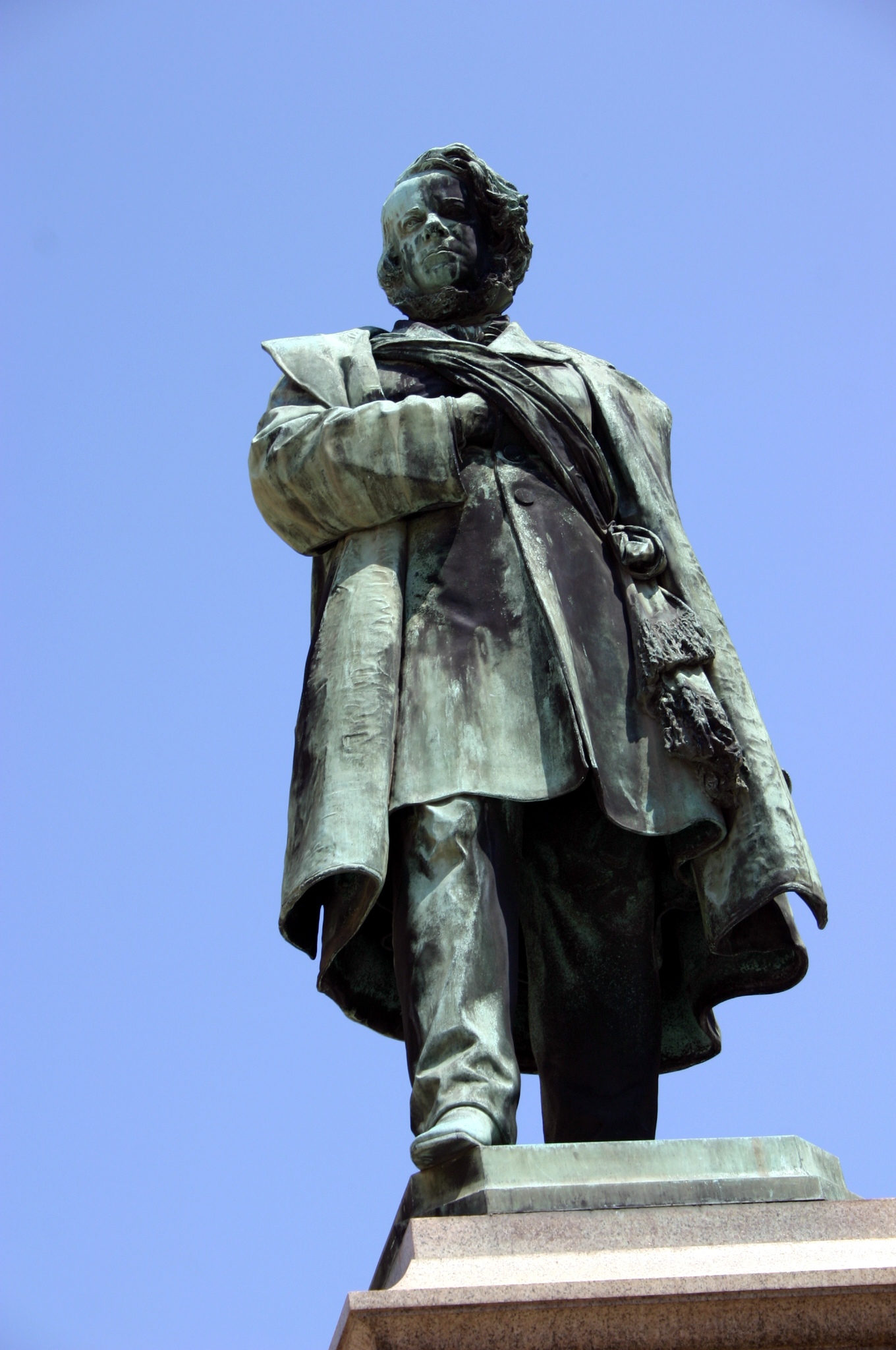
تمثال لمانين من تصميم لويجي بورو في البندقية

دانييل مانين (13 مايو 1804 - 22 سبتمبر 1857) هو شخصية وطنية إيطالي ورجل دولة من البندقية. ترأس جمهورية سان ماركو، كما يعد أحد أبطال حركة توحيد إيطاليا ريسورجيمنتو.

## روابط خارجية
- دانييل مانين على موقع الموسوعة البريطانية (الإنجليزية)